# Strobilomyia lijiangensis
Strobilomyia lijiangensis är en tvåvingeart som beskrevs av Patrick Roques och Sun 1996. Strobilomyia lijiangensis ingår i släktet Strobilomyia och familjen blomsterflugor.
Artens utbredningsområde är Yunnan (Kina). Inga underarter finns listade i Catalogue of Life.